# 莫邁爾 (北卡羅萊納州)
莫邁爾（英語：Momeyer）是一個位於美國北卡羅萊納州納什縣的城鎮。

## 人口
根據2020年美國人口普查的數據，莫邁爾的面積為2.87平方千米，當中陸地面積為2.86平方千米，而水域面積為0.01平方千米。當地共有人口277人，而人口密度為每平方千米97人。